# Ташлыкульский сельсовет
Ташлыкульский сельсове́т — упразднённая в 2008 году административно-территориальная единица и сельское поселение (тип муниципального образования) в составе Буздякского района. Почтовый индекс — 452710. Код ОКАТО — 80217839000. образован в 1985 году, упразднён в 2008 году. Объединён с сельским поселением Гафурийский сельсовет.

## Состав сельсовета
Село Ташлыкуль — административный центр, село Никольское, деревни Владимировка, Вознесенка.

## История
Закон Республики Башкортостан от 19.11.2008 N 49-з «Об изменениях в административно-территориальном устройстве Республики Башкортостан в связи с объединением отдельных сельсоветов и передачей населённых пунктов», ст.1 гласил:

 "Внести следующие изменения в административно-территориальное устройство Республики Башкортостан:
 в) объединить Гафурийский и Ташлыкульский сельсоветы с сохранением наименования «Гафурийский» с административным центром в селе Гафури.
Включить сёла Никольское, Ташлыкуль, деревни Владимировка, Вознесенка
Ташлыкульского сельсовета в состав Гафурийского сельсовета.

Утвердить границы Гафурийского сельсовета согласно представленной схематической карте.

Исключить из учётных данных Ташлыкульский сельсовет
На 2008 год граничил с Благоварским районом, муниципальными образованиями: Буздякский сельсовет, Гафурийский сельсовет, Уртакульский сельсовет, Канлы-Туркеевский сельсовет («Закон Республики Башкортостан от 17.12.2004 N 126-з (ред. от 19.11.2008) „О границах, статусе и административных центрах муниципальных образований в Республике Башкортостан“»).